# 2146 Stentor
2146 Stentor è un asteroide troiano di Giove del campo greco. Scoperto nel 1976, presenta un'orbita caratterizzata da un semiasse maggiore pari a 5,1961586 UA e da un'eccentricità di 0,1009410, inclinata di 39,25943° rispetto all'eclittica.
L'asteroide è dedicato a Stentore, l'araldo dei greci.